# Cadel Evans Great Ocean Road Race (Frauenrennen)
Das Frauenradrennen Cadel Evans Great Ocean Road Race ist ein australisches Eintagesrennen, welches am selben Wochenende wie das gleichnamige Männerrennen ausgetragen mit Start und Ziel in Geelong ausgetragen wird.
Wie das Männerrennen wurde das Frauenrennen erstmals im Jahr 2015 veranstaltet, allerdings außerhalb der Rennkalenders der UCI. Im Jahr 2016 wurde das Rennen in den UCI-Kalender mit der zweiten UCI-Kategorie aufgenommen und zwei Jahre später in die erste Kategorie hochgestuft. Zur Saison 2020 wurde das Rennen Teil der UCI Women’s WorldTour.

## Palmarès
| Jahr | Siegerin             | Zweite               | Dritte                |          |
| ---- | -------------------- | -------------------- | --------------------- | -------- |
| 2015 | Rachel Neylan        | Valentina Scandolara | Tessa Fabry           |          |
| 2016 | Amanda Spratt        | Rachel Neylan        | Danielle King         |          |
| 2017 | Annemiek van Vleuten | Ruth Edwards         | Mayuko Hagiwara       |          |
| 2018 | Chloe Hosking        | Gracie Elvin         | Giorgia Bronzini      |          |
| 2019 | Arlenis Sierra       | Lucy Kennedy         | Amanda Spratt         |          |
| 2020 | Liane Lippert        | Arlenis Sierra       | Amanda Spratt         |          |
| 2021 | abgesagt             | abgesagt             | abgesagt              | abgesagt |
| 2022 | abgesagt             | abgesagt             | abgesagt              | abgesagt |
| 2023 | Loes Adegeest        | Amanda Spratt        | Nina Buysman          |          |
| 2024 | Rosita Reijnhout     | Dominika Włodarczyk  | Cecilie Uttrup Ludwig |          |
| 2025 | Ally Wollaston       | Karlijn Swinkels     | Noemi Rüegg           |          |